# Lijst van voetbalinterlands Nederland - Portugal (vrouwen)
Deze lijst van voetbalinterlands is een overzicht van alle voetbalwedstrijden tussen de nationale vrouwenteams van Nederland en Portugal. Nederland en Portugal hebben negen keer tegen elkaar gespeeld. De eerste wedstrijd was op 14 maart 1997 in Albufeira.

## Wedstrijden
| № | Plaats          | Datum             | Competitie           | Wedstrijd            | Uitslag |
| - | --------------- | ----------------- | -------------------- | -------------------- | ------- |
| 1 | Albufeira       | 14 maart 1997     | Vriendschappelijk    | Portugal − Nederland | 0 − 1   |
| 2 | Vila R. António | 15 maart 1998     | Vriendschappelijk    | Portugal − Nederland | 1 − 2   |
| 3 | Tábua           | 8 december 2001   | WK 2003 kwalificatie | Portugal − Nederland | 2 − 1   |
| 4 | Gemert          | 19 mei 2002       | WK 2003 kwalificatie | Nederland − Portugal | 4 − 1   |
| 5 | Albufeira       | 17 december 2002  | Vriendschappelijk    | Portugal − Nederland | 1 − 2   |
| 6 | Maia            | 26 oktober 2013   | WK 2015 kwalificatie | Portugal − Nederland | 0 − 7   |
| 7 | Venlo           | 13 september 2014 | WK 2015 kwalificatie | Nederland − Portugal | 3 − 2   |
| 8 | Leigh           | 13 juli 2022      | EK 2022              | Nederland − Portugal | 3 − 2   |
| 9 | Dunedin         | 23 juli 2023      | WK 2023              | Nederland − Portugal | 1 − 0   |

## Samenvatting
| Competitie        | Totaal gespeeld | Winst Nederland | Gelijk | Winst Portugal | Doelsaldo Nederland – Portugal |
| ----------------- | --------------- | --------------- | ------ | -------------- | ------------------------------ |
| WK-eindronde      | 1               | 1               | 0      | 0              | 1 − 0                          |
| WK-kwalificatie   | 4               | 3               | 0      | 1              | 15 − 5                         |
| EK-eindronde      | 1               | 1               | 0      | 0              | 3 − 2                          |
| Vriendschappelijk | 3               | 3               | 0      | 0              | 5 − 2                          |
| Totaal            | 9               | 8               | 0      | 1              | 24 − 9                         |